# Izsák ben Mózes Aráma
Izsák ben Mózes Aráma (héberül: יצחק עראמה), (Zamora, 1420 körül – Nápoly, 1494) késő középkori zsidó hittudós.

## Élete és művei
A hispaniai Taragónában és Calatayudban működött rabbiként. Cházut Káseh ('Nehéz látomása') című műve a vallásellenes zsidó filozófiával szemben a vallást akarta újra megkedveltetni. Akédat Jiczchak ('Izsák föláldoztatása') című prédikációi tulajdonképpen a Morénak homiletikus feldolgozásai. Nagy jártassággal, a görög filozófiában való olvasottságával fejtette ki témaköreit, amelynek azonban sajnos nem volt a későbbiekben komoly hatásuk. Maguk a prédikációk nehézkes és elvont nyelvezettel íródtak, de sok könnyen érthető midrás-magyarázat is található bennük. Prédikáció mellett több Biblia-kommentárt is írt. A zsidók Hispániából való 1492-es kiűzetése után Nápolyba ment, és ott halt meg 1494-ben.
Mózes Aráma ellentmondásos író volt, aki nem egyszer saját állításait is később cáfolat tárgyává tette. A korban népszerű kabbala-hit mellett racionalizmus is jellemzi munkásságát.